# Waschhaus (Montgeroult)

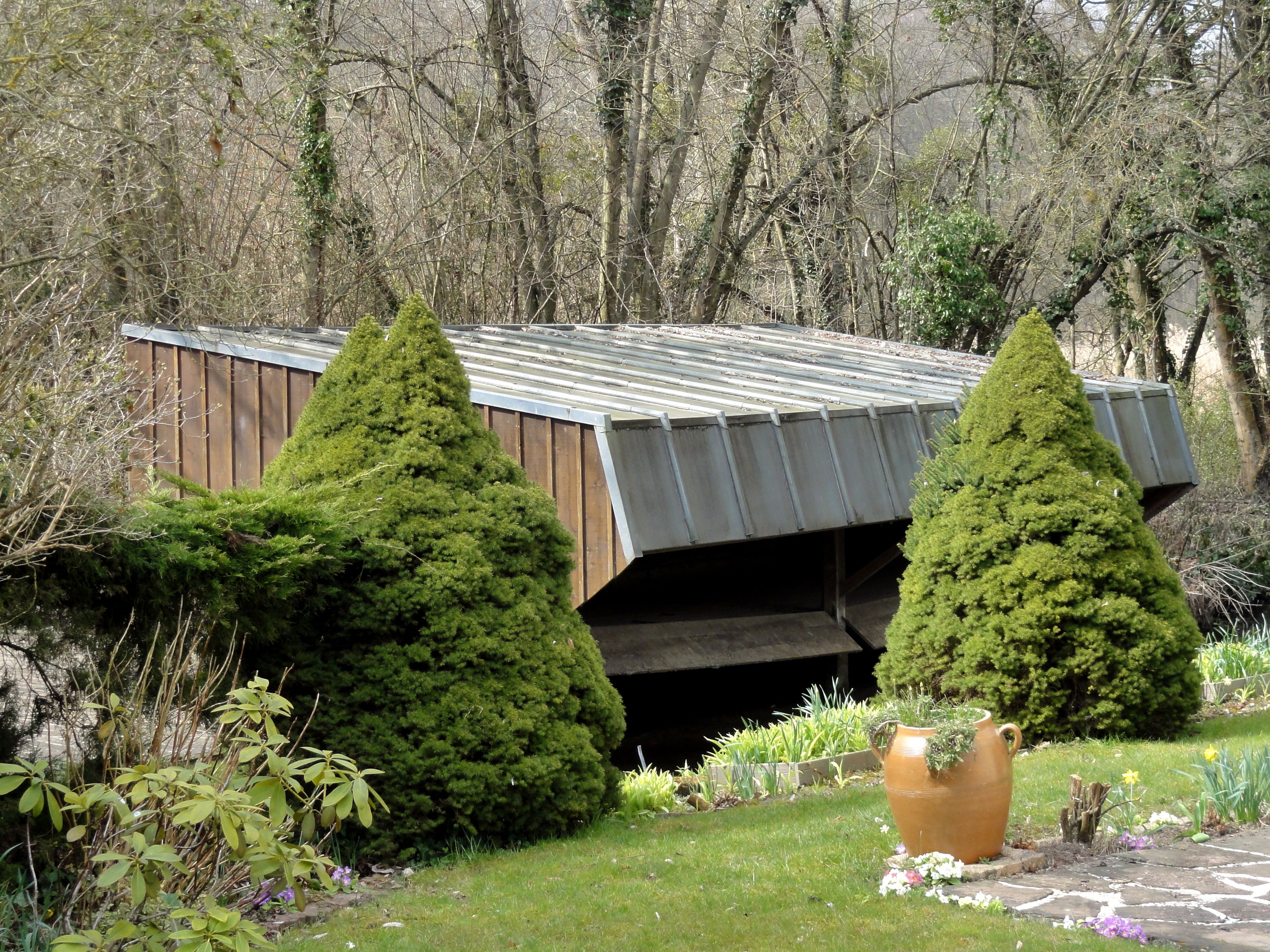
Waschhaus in Montgeroult

Das Waschhaus (französisch lavoir) in Montgeroult, einer französischen Gemeinde im Département Val-d’Oise in der Region Île-de-France, wurde Anfang des 20. Jahrhunderts errichtet. Das öffentliche Waschhaus besteht aus einer Holzkonstruktion auf steinernen Fundamenten mit einem Blechdach.
Das Waschhaus wurde in letzten Jahren umfassend renoviert.